# Dan A. Kimball

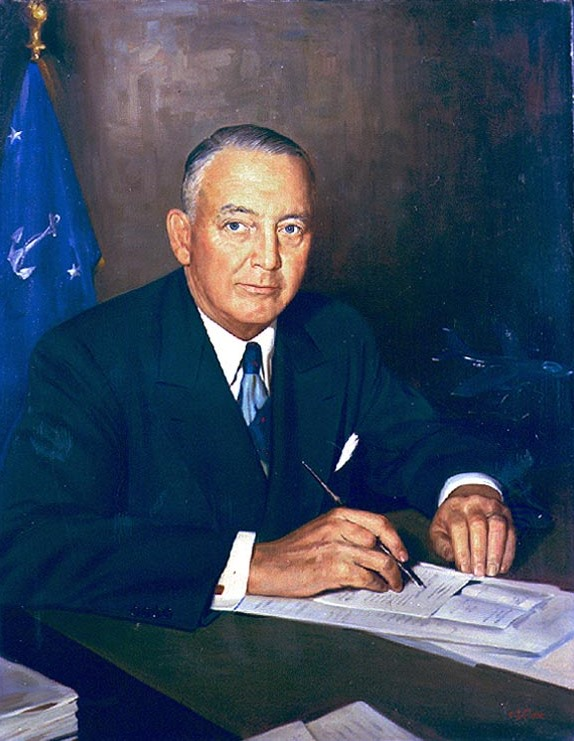
Dan A. Kimball

Dan Able Kimball (* 1. März 1896 in St. Louis, Missouri; † 30. Juli 1970) war ein US-amerikanischer Geschäftsmann und Politiker, der von 1951 bis 1953 als Marinestaatssekretär der Vereinigten Staaten amtierte.

## Leben
Während des Ersten Weltkrieges diente Dan Kimball als Pilot des Army Air Service, eines Vorläufers der US Air Force. Auch nach seinem Abschied vom Militär blieb er an der Luftfahrt interessiert. Ab 1920 war er bei der General Tire and Rubber Company beschäftigt, wobei er innerhalb des Unternehmens kontinuierlich aufstieg und es 1942 zum Vizepräsidenten brachte. Danach gehörte er dem Management der Aerojet Engineering Company an, eines Subunternehmens von General Tire, das Raketenmotoren herstellte.
Im Februar 1949 trat Kimball in Regierungsdienste, als er den Posten eines Unterstaatssekretärs im Marineamt des Verteidigungsministeriums übernahm. Im Mai desselben Jahres wurde er stellvertretender Leiter der Behörde, ehe er im Juli 1951 das Amt des Secretary of the Navy vom zurückgetretenen Francis P. Matthews übernahm. Er hatte diesen Posten bis zum Ende der Präsidentschaft von Harry S. Truman im Januar 1953 inne. Seine Amtszeit war gekennzeichnet von der Fortführung des Koreakrieges, dem Ausbau der Verteidigungsanstrengungen auf Bundesebene sowie dem technologischen Fortschritt auf dem Marinesektor.
Nach seinem Abschied aus der Regierung kehrte Kimball in die freie Wirtschaft zurück. Er war Chairman of the Board der Aerojet General Corporation bis 1969 und starb im folgenden Jahr.